# Condictio causa data non secuta
Die Condictio causa data, causa non secuta (lateinisch Rückforderung aus einem gegebenen, nicht eingetretenen Grund) ist die Rückforderung wegen Nichteintritt des erwarteten Erfolges. In Analogie zu § 1435 ABGB haben Lehre und Rechtsprechung die Condictio causa data, causa non secuta entwickelt. Sie steht dem Leistenden zu, wenn er eine Leistung in der dem Empfänger erkennbaren Erwartung eines bestimmten Erfolges erbringt, dieser Erfolg jedoch nicht eintritt. Die Leistung darf dabei nicht Gegenstand eines Vertrages sein.